# Acerodon leucotis
Acerodon leucotis е вид бозайник от семейство Плодоядни прилепи (Pteropodidae). Видът е световно застрашен, със статут Уязвим.

## Разпространение
Видът е разпространен във Филипини.